# Euxoa sublatis
Euxoa sublatis là một loài bướm đêm trong họ Noctuidae.